# Palazzo Grassi (Pisa)
Palazzo Grassi, detto anche Palazzo Grassi-Boyl o Palazzo Boyl, è un palazzo di Pisa, ubicato in lungarno Mediceo.

## Storia
Appartenne ai Cini e venne acquistato da Alamanno Aragona d'Appiano, nipote di Cosimo I, il 25 febbraio 1605. Nel 1616 pervenne in eredità al nipote Giovanni, figlio della sorella Elena coniugata con Orazio Lanfranchi, a cui fu donata anche la villa di Crespignano. 
Fu abitato da un ramo della famiglia Grassi, patrizi di Siena e nobili pisani dal 1655.
Nel 1828 il palazzo apparteneva al cavalier Augusto Jacopo Grassi (1797-1869), il quale, amico di Francesco Domenico Guerrazzi, fu cospiratore risorgimentale ed ebbe un ruolo rilevante nei moti insurrezionali del 1831 ed è ricordato nell'epistolario di Giacomo Leopardi perché vi era ospitata Laura Cipriani, vedova di Giuseppe Lupo Parra, futura moglie di Giuseppe Montanelli.
L'immobile è stato abitato dalla famiglia Grassi fino al 1841, dopo di che è passato in eredità agli Agostini Venerosi dela Seta tramite Maria Maddalena Grassi, moglie di Alamanno, fondatore a Pisa della Giovine Italia, delle Regie Stanze Civiche (il primo club cittadino) e cofondatore nel 1834 della Cassa di Risparmio di Pisa, i cui discendenti Pilo Boyl Agostini ne hanno detenuto la proprietà fino al 2008, quando il palazzo è rientrato nel patrimonio di una società per azioni, la Tognozzi Group. La ditta avrebbe dovuto eseguire alcuni lavori di ristrutturazione, mai cominciati nonostante le impalcature siano state montate sulla facciata esterna.
Il palazzo è rimasto sfitto fino al 20 marzo 2014, quando il tribunale di Firenze ha deliberato il fallimento dell'azienda, già da mesi al vaglio della magistratura per corruzione all'Agenzia delle Entrate Fiorentina.

### Occupazione
Il 22 novembre 2014, alcuni attivisti del Municipio dei Beni Comuni hanno occupato palazzo Grassi-Boyl, chiuso ormai da sei anni nonostante il suo notevole valore artistico. La riapertura da parte della rete di associazioni, da tempo senza una sede fissa, è servita a restituire alla cittadinanza il bene culturale: "la bellezza è di tutti e di tutte" recita lo striscione appeso al balcone del primo piano del palazzo occupato. Inoltre, con questa azione, il Municipio dei Beni Comuni ha voluto segnalare le speculazioni edilizie della Tognozzi e lo scorretto comportamento del Comune di Pisa.
Stando alle denunce, la società per azioni avrebbe infatti occupato senza pagare il suolo pubblico per sei anni, con le impalcature dei lavori di ristrutturazione mai realizzati, mentre il comune non sarebbe stato in grado di recuperare il credito verso la Tognozzi né di fermare lo scempio che stava subendo il Palazzo.

## Descrizione
In facciata, presenta in alto sotto la gronda alcune tracce molto degradate di graffiti del XVI secolo, che furono restaurati radicalmenete nel 1898 dal pittore Lolli di Siena, su progetto dell'architetto Angelo Giannini; sul portone di ingresso reca lo stemma Cini e, sotto il tetto, gli stemmi Grassi e Agostini. Il salone del piano nobile ha il grande affresco dell'Olimpo, attribuito ad Annibale Marianini. Nella residenza sono di grande interesse storico le "panche di via" sulla facciata retrostante nella via delle Belle Torri, la cui realizzazione è frequente a Firenze ma raro a Pisa nel periodo rinascimentale.